# Heinrich Doblhoff-Dier
Heinrich Doblhoff-Dier (* 6. Februar 1838 in Wien; † 12. März 1913 in Weikersdorf, heute in der Gemeinde Baden) war Großgrundbesitzer und Abgeordneter zum Österreichischen Abgeordnetenhaus.

## Leben
Heinrich Doblhoff-Dier war Sohn des Statthaltereisekretärs und Gutsbesitzers Josef Freiherr von Doblhoff-Dier (1806–1856). Er ging bis 1855 ins Schottengymnasium in Wien und studierte von 1855 bis 1859 Rechtswissenschaft an der Universität Wien. Danach war er von 1859 bis 1863 im Verwaltungsdienst in Niederösterreich tätig. Er war auch Verwalter und Mitbesitzer der Güter Weikersdorf und Rauhenstein (Gemeinde Baden). Ab 1872 war er Majoratsherr. 1886 war er Vizepräsident und von 1895 bis 1897 Präsident der k.k. Landwirtschaftsgesellschaft in Wien.
Heinrich Doblhoff-Dier war von 1871 bis 1874 Mitglied im Niederösterreichischen Landtag (III. Wahlperiode), als Abgeordneter des Großgrundbesitzes.
Er starb am 12. März 1913 im Alter von 75 Jahren laut Sterbeeintrag an „Arterienverkalkung, Herzlähmung“ auf Schloss Weikersdorf.
Er war römisch-katholisch und ab 1865 verheiratet mit Marie Freiin von Rueskefer (1841–1911), mit der er eine Tochter und zwei Söhne (Heinrich (1868–1926) und Rudolf (1870–1950)) hatte. Er war der Neffe von Anton und der Bruder von Rudolf Freiherr von Doblhoff-Dier. Weiters war er der Enkel von Adolf Freiherr von Pratobevera und der Schwiegersohn von Michael Freiherr von Rueskefer.

## Politische Funktionen
Heinrich Doblhoff-Dier war vom 4. November 1873 bis zum 30. Januar 1907 Abgeordneter des Abgeordnetenhauses im Reichsrat (V., VI., VII., VIII., IX. und X. Legislaturperiode) und war dort für die Kurie Niederösterreich, Großgrundbesitz zuständig.

## Klubmitgliedschaften
Heinrich Doblhoff-Dier war ab 1873 im Klub des Zentrums, ab 1879 im Klub der Liberalen (auch mehrmals deren Obmann-Stellvertreter), ab dem 19. November 1881 bei den Vereinigten Linken, ab 1885 beim Deutschösterreichischen Klub, ab dem 6. November 1888 bei den Vereinigten Deutschen Linken, ab 1897 bei der Vereinigung von Großgrundbesitzern, ab 1898 bei der Vereinigung von verfassungstreuen Großgrundbesitzern und ab 1901 bei der Vereinigung der verfassungstreuen Großgrundbesitzer.